# Parapalpares latipennis
Parapalpares latipennis är en insektsart som först beskrevs av Jules Pièrre Rambur 1842.  Parapalpares latipennis ingår i släktet Parapalpares och familjen myrlejonsländor. Inga underarter finns listade i Catalogue of Life.